# Pompiliu Piso
Pompiliu Piso (n. 26 februarie 1886,  în localitatea Săcărâmb, azi sat în com. Certeju de Sus, jud. Hunedoara - d. 22 februarie 1944, Brașov)  a fost un delegat titular în Marea Adunare Națională de la Alba Iulia, organismul legislativ reprezentativ al „tuturor românilor din Transilvania, Banat și Țara Ungurească”, cel care a adoptat hotărârea privind Unirea Transilvaniei cu România, la 1 decembrie 1918.

## Biografie
Tatăl său a fost Pompiliu Piso (proprietar), iar mama sa a fost Septimia, născută Albini . Familia Piso era compusă din copii: Sabina, Adelina, Silvia, Pompiliu, Letiția și Olimpiu. Între anii 1905–1908, Pompiliu Piso a studiat teologia la seminarul din Sibiu. Ulterior, a studiat dreptul în cadrul Facultății de Drept și Științe Politice de la Universitatea din Cluj, unde este atestat între 1908–1914 . 
Pe plan personal, la 22 noiembrie 1908, Pompiliu Piso s-a căsătorit la Brad cu Aurora Damian, fiica protopopului Zarandului, Vasile Damian

## Activitatea preoțească
Iși începe activitatea la Cărpiniș, unde a fost paroh, până după Marea Unire, când a devenit protopop al Zarandului. A fost ales preot în localitatea din Muntii Apuseni la 18 octombrie 1908 de către credincioșii din sat. La 16 noiembrie 1908, Piso a fost hirotonit preot pentru parohia Cărpiniș din Protopopiatul Abrud. La Cărpiniș, el a a fost o personalitate marcantă a zonei, activ atât pe plan bisericesc, cât și național. 
Pompiliu Piso s-a remarcat și prin activitatea filantropică. În 1911 a donat trei coroane pentru ajutorarea copiilor de moți care doreau să învețe o meserie și unui fond destinat mesei învățăceilor meseriași. Pe plan social, preotul din Cărpiniș a participat la diverse reuniuni care aveau și un caracter filantropic. Astfel, la 29 ianuarie 1911 a luat parte la petrecerea intelighenției române din Zlatna, donând trei coroane destinate unui fond de ajutorare a ambelor biserici românești din acea localitate (cea ortodoxă și cea greco-catolică). 
Preotul Piso a cunoscut ororile Primului Război Mondial, participând în cadrul armatei cezaro-crăiești la luptele din regiunea Galiția. A fost referent în cadrul Armatei a III-a 19. Cea mai importantă realizare de la Cărpiniș a preotului Pompiliu Piso este biserica, pe care a ctitorit-o între anii 1914–1918, într-o perioadă deosebit de dificilă, marcată de Primul Război Mondial. Pentru această realizare s-au colectat diverse donații, dintre acestea remarcându-se cele ale avocaților Remus Furdui (200 de coroane) și Zosim Chirtop (100 de coroane)

## Activitatea politică
Preotul Pompiliu Piso a contribuit la realizarea Marii Uniri. În cadrul unei adunări desfășurată la 23 noiembrie 1918 în Abrud, comunele de dincoace de Dealu Mare l-au ales pe parohul ortodox al Cărpinișului să reprezinte la Marea Adunare de la Alba Iulia din 1 decembrie 1918 din partea cercului electoral Ighiu din comitatul Alba de Jos. A revenit la Abrud în seara zilei de 2 decembrie 1918, împreună cu delegația moților, și a susținut un discurs în care a subliniat importanța deosebită a actului de la Alba Iulia pentru viitorul națiunii române.
În paralel cu activitatea pastorală, în perioada interbelică, Pompiliu Piso a avut o bogată și intensă activitate politică, fiind inițial membru al Partidului Poporului condus de generalul Alexandru Averescu. Ulterior, a fost membru al Partidului Național Liberal, cea mai importantă formațiune politică din România acelei epoci. Ziarul clujean Patria a taxat plecarea lui Piso de la averescani la liberali, iar în nr. 179 din 19 august 1920 a publicat o scrisoare a protopopului Zarandului, în care acesta îl laudă pe fostul ministru liberal Alexandru Constantinescu, care a făcut mai multe donații școlilor din Brad. În gazeta clujeană se scria cu malițiozitate că preotul este averescan, dar își pregătește intrarea la Partidul Național Liberal. Pompiliu Piso a fost membru al Parlamentului, atât în calitate de deputat (1920–1922 și 1922–1926), cât și de senator (1927–1928). 
În primul mandat de deputat a candidat din partea Partidului Poporului, în al doilea a fost ales din partea liberalilor în circumscripția Geoagiu de Jos din județul Hunedoara. Pentru o perioadă a fost și vicepreședinte al Camerei Deputaților. A deținut această funcție, cea mai înaltă demnitate publică de trei ori între 1921–1922, 1922–1923 și 1924–1925.
În anul 1941, Pompiliu Piso a creat o fundație culturală care oferea burse tinerilor din Țara Moților pentru a studia ingineria minieră sau economia minieră. Aceasta a fost aprobată de Ministerul Educației și Cultelor, fiind pusă sub patronajul Academiei de Înalte Studii Comerciale și Industriale din Cluj– Brașov, instituindu-se și un comitet de conducere prezidat de rectorul Victor Jinga.
Pompiliu Piso s-a stins din viață la 22 februarie 1944 la Brașov și a fost înmormântat la Brad